# Divize A 1993/1994
V soubojích 29. ročníku České divize A 1993/94 se utkalo 16 týmů dvoukolovým systémem podzim - jaro. Tento ročník začal v srpnu 1993 a skončil v červnu 1994.

## Kluby podle přeborů
- Jihočeský (7): SK Strakonice 1908, TJ Slavoj Český Krumlov, TJ ZVVZ Milevsko, FC VTJ Písek, SK Dynamo České Budějovice "B", TJ Tatran Prachatice, TJ Netolice,
- Západočeský (9): FC Viktoria Plzeň "B", SK Plzeň 1894, TJ Sokol Svéradice, TJ UD Tachov, TJ Přeštice, Karlovy Vary "B", SKP Cheb "B", TJ Tatran Chodov, Baník Sokolov.

## Výsledná tabulka
| Poř. | Tým                            | Z  | V  | R  | P  | VG | OG | B  |
| ---- | ------------------------------ | -- | -- | -- | -- | -- | -- | -- |
| 1.   | SK Strakonice 1908             | 30 | 18 | 7  | 5  | 64 | 34 | 43 |
| 2.   | FC Viktoria Plzeň "B"          | 30 | 19 | 5  | 6  | 59 | 29 | 43 |
| 3.   | SK Plzeň 1894                  | 30 | 14 | 10 | 6  | 42 | 29 | 38 |
| 4.   | TJ Sokol Svéradice             | 30 | 14 | 10 | 6  | 34 | 25 | 38 |
| 5.   | TJ Slavoj Český Krumlov        | 30 | 12 | 10 | 8  | 42 | 28 | 34 |
| 6.   | TJ ZVVZ Milevsko               | 30 | 11 | 11 | 8  | 43 | 35 | 33 |
| 7.   | FC VTJ Písek                   | 30 | 11 | 9  | 10 | 40 | 34 | 31 |
| 8.   | TJ UD Tachov                   | 30 | 10 | 9  | 11 | 37 | 41 | 29 |
| 9.   | TJ Přeštice                    | 30 | 9  | 10 | 11 | 32 | 41 | 28 |
| 10.  | SK Dynamo České Budějovice "B" | 30 | 10 | 7  | 13 | 35 | 43 | 27 |
| 11.  | Karlovy Vary "B"               | 30 | 10 | 6  | 14 | 39 | 34 | 26 |
| 12.  | SKP Cheb "B"                   | 30 | 8  | 10 | 12 | 30 | 39 | 26 |
| 13.  | TJ Tatran Chodov               | 30 | 10 | 6  | 14 | 31 | 45 | 26 |
| 14.  | TJ Tatran Prachatice           | 30 | 6  | 12 | 12 | 40 | 46 | 24 |
| 15.  | TJ Netolice                    | 30 | 7  | 9  | 14 | 33 | 47 | 23 |
| 16.  | Baník Sokolov                  | 30 | 1  | 9  | 20 | 12 | 63 | 11 |

Poznámky:
- Z = Odehrané zápasy; V = Vítězství; R = Remízy; P = Prohry; VG = Vstřelené góly; OG = Obdržené góly; B = Body
- O pořadí klubů se stejným počtem bodů rozhodly vzájemné zápasy.

|  | Postup do ČFL 1994/95                           |
|  | Sestup do příslušného krajského přeboru 1994/95 |